# Funbosque
A Fundação Centro de Referência em Educação Ambiental Escola Bosque (Fundação Centro de Referência em Educação Ambiental Escola Bosque Professor Eidorfe Moreira), mais conhecida como Funbosque, é uma instituição educacional no distrito de Outeiro, na Ilha de Caratateua, em Belém. Foi inaugurada em 1996, em uma propriedade de 12 hectares de floresta tropical secundária, tendo como eixo pedagógico a educação ambiental.

## História
A Funbosque foi criada pela Lei nº 7.747 de 2 de janeiro de 1995, e inaugurada em 26 de abril de 1996, em caráter experimental, tendo um Plano Político Pedagógico (PPP) centrado na educação ambiental. Instalada em uma área de floresta tropical secundária, foi idealizada pelo sociólogo, poeta ambientalista e educador Mariano Klautau.
Na inauguração, oferecia ensino para 720 alunos. Em 2023, eram 2.300 alunos matriculados, turmas distribuídas em três turnos, e um total de 8 unidades de ensino, localizadas em 5 ilhas de Belém.
Sua estrutura atual conta com auditório, campinho de futebol, sala de vídeo, e blocos de sala de aula: Ipê Rosa, Ipê Amarelo, Borboleta Azul, Orquídea, Lendas, Pássaros, Mamíferos, Peixes. Além disso, tem um bloco da Educação Infantil para crianças de quatro e cinco anos de idade. Na Casa Escola da Pesca, oferece cursos técnicos em Recursos Pesqueiros e em Gastronomia. Além disso:

A arquitetura dos prédios valoriza a adaptação às condições ambientais, de maneira a permitir uma coexistência harmônica entre o homem e o meio ambiente, além de dar ênfase à prática pedagógica, com destaque para a preservação da floresta, dos rios e dos animais silvestres.

### Histórico jurídico
Dentre as normativas envolvidas na criação e estruturação da Funbosque estão:
- 1995 - Lei nº 7.747 - Autoriza o Poder Executivo a criar o Centro de Referência em Educação Ambiental – Escola Bosque "Professor Eidorfe Moreira", na Ilha de Caratateua, Distrito de Outeiro, Município de Belém e dá outras providências.
- 1996 - Decreto nº 29.407 - Homologa o Regimento Interno do Centro de Referência em Educação Ambiental Escola Bosque Professor Eidorfe Moreira.
- 2008 - Lei nº 8626 - Cria cargos de provimento efetivo no âmbito da fundação centro de referência em educação ambiental Escola Bosque "Professor Eidorfe Moreira", altera dispositivo da Lei nº 7.747, de 2 de janeiro de 1995 e dá outras providências
- 2019 - Portaria nº 013 GP - Regulamenta a carga horária dos professores da Funbosque
- 2019 - Portaria n° 093-GP - Estrutura a Coordenadoria Pedagógica da Funbosque - Fundação Centro de Referência em Educação Ambiental Escola Bosque Professor Eidorfe Moreira

## Ensino ofertado
Dentre os cursos ofertados estão:
- Educação Infantil,[7]
- Ensino Fundamental,[6]
- Ensino Médio Técnico – Meio Ambiente,[5]
- Educação Profissional – Técnico em Gastronomia,[8]
- Educação Profissional – Técnico em Recursos Pesqueiros,[8]
- Educação de Jovens, Adultos e Idosos (EJAI),[3]
- Curso Livre – Carteira de Manipulação de Alimentos.[11]

## Localização
- A Sede da Fundação Escola Bosque está localizada à Av. Nossa Sra. da Conceição, no distrito de São João do Outeiro, na Ilha de Caratateua,[8]
- A Casa Escola da Pesca está na Passagem São José, n° 50, em Itaiteua, na Ilha de Caratateua[8]
- Unidade Pedagógica da Faveira, na Ilha de Cotijuba,[2][12]
- Unidade Pedagógica Flexeira,[2][12]
- Unidade Pedagógica Seringal,[2][12]
- Unidade Pedagógica Jutuba, na Ilha de Jutuba II,[2][12]
- Unidade Pedagógica Jamaci, na Ilha de Paquetá,[2][12]
- Unidade Pedagógica Ilha Longa, na Ilha Longa.[2][12]